# Kapliczka na Kamiennej Górze w Wolbromiu
Kapliczka na Kamiennej Górze w Wolbromiu – drewniana kapliczka wznosząca się na Kamiennej Górze na obrzeżach Wolbromia. Fundowana w 1915 roku przez Oskara Franka, wzniesiona według projektu Ottokara Simiceka. Kapliczka została rozebrana w lipcu 2008 r. Na jej miejscu w 2009 roku wzniesiono nową kapliczkę. Ze starej kapliczki zachowana została kopuła.